# اوبینیه-راکون
اوبینیه-راکون (به فرانسوی: Aubigné-Racan) یک کمون در فرانسه است که در canton of Mayet واقع شده‌است. اوبینیه-راکون ۳۲٫۰۳ کیلومتر مربع مساحت دارد ۳۱ متر بالاتر از سطح دریا واقع شده‌است.